# Kerstin Stutterheim
Kerstin Stutterheim (* 17. Mai 1961 in Ost-Berlin) ist eine deutsche Autorin, Filmwissenschaftlerin und Dokumentarfilmerin.

## Leben
Von 1992 bis 2001 arbeitete sie freischaffend als Filmemacherin und Künstlerin, als Dramaturgin und Produzentin. Sie promovierte über okkulte Weltvorstellungen im Hintergrund dokumentarischer Filme aus der Zeit des „Dritten Reiches“ und arbeitet seitdem regelmäßig über die Repräsentation von Anti-Semitismus in den Medien, so zum Beispiel in den Deutschen Wochenschauen, womit sie an das Research Center von Yad Vashem eingeladen war.
Von 2015 bis 2020 lehrte Stutterheim als Professor for Media and Cultural Studies an der Faculty for Media and Communication der Bournemouth University, mit der sie weiterhin als Gastprofessorin assoziiert ist. Dort war sie von 2016 bis 2019 Direktorin der Forschungsgruppe Center for Film & TV Research. Davor lehrte sie ab 2006 als Professorin für AV-Mediendramaturgie und -Ästhetik an der Hochschule für Film und Fernsehen „Konrad Wolf“ in Potsdam. Dort leitete sie das Institut für künstlerische Forschung als Gründungs-Direktorin. Zuvor wirkte sie als Professorin für Film/Video und Medientheorie an der Fachhochschule Würzburg-Schweinfurt im Fachbereich Gestaltung und dem Studiengang Medienmanagement des Fachbereichs BWL.
Am 9. März 2020 wurde Stutterheim als Rektorin der Kunsthochschule für Medien Köln (KHM) berufen, ihr Amt trat sie am 1. April 2020 an. An der KHM wirkt sie zudem als Professorin für künstlerische Forschung.
Seit September 2021 wirkt sie als Professor in Creative Practice und Director of Research an der School of Arts and Creative Industries der Edinburgh Napier University in Schottland/UK. 
Stutterheim ist Mitglied Deutschen Filmakademie und des Verbandes der deutschen Film- und Fernsehdramaturgen VeDra. Darüber hinaus wirkt sie als Gutachterin für das British Council und verschiedene Universitäten weltweit. 

## Filmografie
- Parallel Lines. (UK 2019)
- The Goldberg Condition – More to see than to be seen. (D 2017)
- Fliegen & Engel – Ilya and Emilia Kabakov and the art of 'total' installation (D 2009) http://www.realfictionfilme.de/filme/fliegen-und-engel/index.php; DVD: Good Movies!
- bauhaus – Modell & Mythos (D 1998/2009) trailer Bauhaus Model & Myth; Vertrieb/DVD Absolut Medien
- Die Thuranos – Just a matter of balance (D 2003)
- Bauhaus – Mythos der Moderne (D 1998)
- Mythos, Macht und Mörder (D 1998)
- ORiginal WOlfen (D 1995)
- Politische Landschaft (D 1995)
- Laufen lernen (D 1993)
- Die Wäscherei (D 1992/93)

## Veröffentlichungen
- Modern Film Dramaturgy. An Introduction. Peter Lang Verlag 2019, 212 Seiten,
- So richtig stark sind TV-Heldinnen nur im Norden. NZZ 15. November 2017 https://www.nzz.ch/feuilleton/so-richtig-stark-sind-tv-heldinnen-nur-im-norden-ld.1328565
- >Game of Thrones< sehen – Dramaturgie einer TV-Serie. Fink Verlag 2017, ISBN 978-3-7705-6204-6 Leseprobe
- Film – Aesthetik – Dramaturgie – Blog (mit Christine Lang) http://www.kino-glaz.de/
- Handbuch Angewandter Dramaturgie – Vom Geheimnis des filmischen Erzählens in Film, TV und Games. Peter Lang Verlag 2015, ISBN 978-3-631-64138-5 Rezension von Hans Helmut Prinzler
- Handbuch der Filmdramaturgie. Das Bauchgefühl und seine Ursachen. (mit Silke Kaiser), Peter Lang Verlag 2009, ISBN 978-3-631-57239-9
- Design & Politik (gemeinsam mit Hans Höger), Schriftenreihe 'querfeldein' Bd. 1, Würzburg 2005, ISBN 3-9810428-0-8
- Gezüchtet und geopfert. Der Natur- und Tierfilm. in: Zur Ästhetik und Geschichte des nonfiktionalen Films in Deutschland 1895 bis 1945, Band II. Hg. Klaus Kreimeier. Reclam 2005. ISBN 3-15-010584-6
- Natur- und Tierfilme. in: Zur Ästhetik und Geschichte des nonfiktionalen Films in Deutschland 1895 bis 1945, Band III. Hg. Peter Zimmermann. Reclam 2005, ISBN 3-15-010584-6
- Germanisch-arische Auserwähltheit in mythischem und okkultem Kontext. in: Zur Ästhetik und Geschichte des nonfiktionalen Films in Deutschland 1895 bis 1945. Band III. Hg. Peter Zimmermann. Reclam 2005, ISBN 3-15-010584-6
- Die Landschaft als Charakter – Vom Charakter der Landschaft im Film, in: Tourismus Journal. Zeitschrift für tourismuswissenschaftliche Forschung und Praxis. Hg. Dr. Karlheinz Wöhler, Universität Lüneburg. Lucius & Lucius. Heft 2, Bd. 8 / 2004 ISSN 1433-5948
- Alles so schön bunt hier, in: Design & Politik. Querfeldein 1. Schriftenreihe des Fachbereichs Gestaltung, Fachhochschule Würzburg-Schweinfurt. ISBN 3-9810428-0-8
- Röntgenstrahlen und Küchenzauber. Kulturfilme der zwanziger und dreißiger Jahre von Martin Rikli. in: Filmblatt 27. 10. Jg., Frühjahr / Sommer 2005
- Lexikon-Aufsatz mit Filmographie in: „Cinegraph. Lexikon des deutschsprachigen Films“ über den Ufa-Regisseur Dr. Martin Rikli; Hg. Hans-Michael Bock, Edition text + kritik 2003
- „Blick einer Filmemacherin von heute auf frühere Filmfrauen“. in: Frauen Film Frauen; Programmheft zur Retrospektive des Bundesarchiv-Filmarchiv während des 45. Internationalen Leipziger Festivals für Dokumentar- und Animationsfilm 2002, Hg. Filmarchiv des Bundesarchivs
- Okkulte Weltvorstellungen in dokumentarischen Filmen des „Dritten Reiches“, Weißensee-Verlag Berlin, 2000, ISBN 3-934479-28-6 (253 S.)
- Apocalypse and Savior in the American Movies of the Nineties, in: Online-Journal 2000 des Centre of Millennial Studies: www.mille.org
- Land der Arbeit. Bilder und Legenden eines Industriereviers. Niels Bolbrinker, Kerstin Stutterheim, Torsten Blume. ex pose Verlag Berlin. 1997. ISBN 3-925935-36-3